# Акко (подокруг)
Подокруг Акко (ивр. נפת עכו‎ — «нафат акко») — один из подокругов Северного округа Государства Израиль с административным центром в городе Акко. Округ унаследовал границы, образованные во времена Подмандатной Палестины.

## Население
Согласно данным Центрального статистического бюро Израиля за 2015 год, население подокруга составляет 615 тыс. человек.
Национально-конфессиональный состав подокруга выглядит следующим образом:
- евреи — 177 тыс.,
- мусульмане — 235,8 тыс.,
- арабы-христиане — 39,7 тыс.,
- друзы — 63,3 тыс.